# Nikon D70
La Nikon D70 és una càmera rèflex digital APS-C fabricada per Nikon, presentada a la Fira i Convenció Anual de la PMA de 2004, com la primera rèflex digital de nivell aficionat avançat de Nikon i un competidor de la Canon EOS 300D. Sovint es venia en un "paquet de kit" amb l'objectiu Nikon AF-S 18-70 mm.
La D70 va ser succeïda inicialment per la Nikon D70s i, finalment, per la Nikon D80 i la Nikon D90, anunciades el 9 d'agost de 2006 i el 27 d'agost de 2008 respectivament. La Nikon D70 és la primera càmera DSLR construïda per la fàbrica de Nikon a Tailàndia. Va sortir al mercat a un preu de 999 dòlars.

## Característiques
Les seves característiques més destacades són:
- Sensor d'imatge CCD APS-C de 6,1 megapíxels
- 5 punts d'autoenfocament
- Temps d'exposició d'1/8000 fins a 30 segons
- Disparo continu de 3 fotogrames per segon
- Sensibilitat ISO: 200-1.600
- Pantalla LCD de 1,8" de 130.000 píxels
- Bateria EN-EL3e
- Nou sistema de flaix TTL

A causa del seu obturador híbrid electrònic/mecànic, és possible sincronitzar el flaix de les D70 i D70s més enllà de la seva velocitat de sincronització màxima d'1/500 i es pot sincronitzar a la velocitat màxima d'obturació d'1/8000.
La Nikon D70 s'ha considerat superior al seu predecessor, la D100, malgrat el preu més elevat d'aquesta última. La D70 és retrocompatible amb la majoria de les lents Nikkor més antigues.

## D70s
A principis de 2005, Nikon va anunciar la D70s. Aquesta és essencialment una actualització de la D70, afegint una pantalla LCD més gran (2 polzades o 51 mil·limetres en lloc d'1.8 polzades o 46 mil·limetres), tot i que segueix tenint la mateixa resolució de 130.000 píxels. La D70s també inclou la bateria EN-EL3a, més nova i amb una capacitat lleugerament superior. Tot i que augmenta el rendiment de la bateria, la nova versió de la D70 no té el suport de bateria MS-D70 inclòs anteriorment, que permetia als usuaris muntar tres bateries CR2 a la càmera en cas d'esgotar la bateria (l'adaptador no és compatible amb les bateries CR123). La càmera també està equipada amb un terminal per a un cable de dispar remot (MC-DC1).
A més, la D70s inclou un angle de cobertura augmentat a 18 mm des del seu flaix integrat; el flaix de la D70 només es podia utilitzar amb lents de fins a 20 mm d'ample. Totes les altres actualitzacions de la D70s estan disponibles per a la D70 mitjançant una actualització de microprogramari, que inclou un rendiment d'enfocament automàtic millorat, un disseny de menú actualitzat i un suport actualitzat per a impressores compatibles.
La Canon EOS 350D (coneguda com a Digital Rebel XT als EUA) va ser aleshores la competidora de la D70s.